# ناپلئون (میسیسیپی)
ناپلئون (به انگلیسی: Napoleon) یک منطقهٔ مسکونی در ایالات متحده آمریکا است که در شهرستان هنکاک، میسیسیپی واقع شده‌است. ناپلئون ۴٫۸۸ متر بالاتر از سطح دریا واقع شده‌است.